# Максиміліан фон Вайкс
Максиміліан Марія Йозеф Карл Габріель Ламораль райхсфрайгерр (імперський барон) фон унд цу Вайкс ан дер Глон (нім. Maximilian Maria Joseph Karl Gabriel Lamoral Reichsfreiherr von und zu Weichs an der Glon); нар. 12 листопада 1881, Дессау — пом. 27 вересня 1954, Борнгайм — німецький воєначальник часів Третього Рейху, барон, генерал-фельдмаршал (1943) вермахту. Кавалер Лицарського хреста з Дубовими листям (1945). Командував групами армій та армією в ході Європейських кампаній та під час війни з Радянським Союзом.
Максиміліан фон Вайкс походив зі старої баварської дворянської сім'ї й присвятив своє життя військовій службі. Був кадровим офіцером у кавалерії імператорської німецької армії. Брав участь у Першій світовій війні на керівних посадах у військових формуваннях, закінчив війну у ранзі ротмістра німецького Генерального штабу. З введенням Версальським договором обмежень щодо чисельності Збройних сил був залишений у Рейхсвері та обіймав керівні посади в різних кавалерійських з'єднаннях. 1933 року, коли Адольф Гітлер прийшов до влади, був в чині оберста. Наступні роки брав активну участь у створенні броньованих формувань Вермахту.
На початок Другої світової війни Максиміліан фон Вайкс командував корпусом у Польській кампанії, опанував Львів і брав участь в облозі Варшави. Як командувач 2-ї армії діяв під час вторгнення до Франції в 1940 році, нагороджений Лицарським хрестом Залізного хреста. У квітні 1941 року керував армією, що за короткий час окупувала Югославію. Щоб подолати опір югославських партизан власноруч віддав наказ про розстріл цивільних осіб, які їх підтримували. Під час вторгнення в СРСР 2-га армія під командуванням Вайкса діяла у складі групи армій «Центр», що наступала на Москву. У липні 1942 року Максиміліан фон Вайкс був призначений командувачем групою армій «В» і пов'язав своє ім'я з битвою під Сталінградом, незабаром після чого він був підвищений до генерал-фельдмаршала.
З серпня 1943 був призначений головнокомандувачем військами Вермахту у Південно-Східній Європі (Головнокомандування Вермахту «Південний Схід») та одночасно групою армій «F» на Балканах. Він домігся певних успіхів у роззброєнні італійських військ, коли Італія вийшла з війни в 1943 році й вів нещадну боротьбу проти югославських та грецьких партизан, як військовими так і дипломатичними методами. У березні 1945 група армій була розформована, фон Вайкс пішов у відставку.
2 травня 1945 потрапив в американський полон. Його звинуватили у вбивствах цивільних осіб та інших військових злочинах у Нюрнберзі, але союзники змушені були за станом здоров'я припинити кримінальну справу проти нього й улітку 1949 року звільнити колишнього фельдмаршала. Останні роки свого життя Максиміліан фон Вайкс прожив усамітнено, помер 1954 року у віці 72 років, на батьківщині його предків у Західній Німеччині.

## Біографія

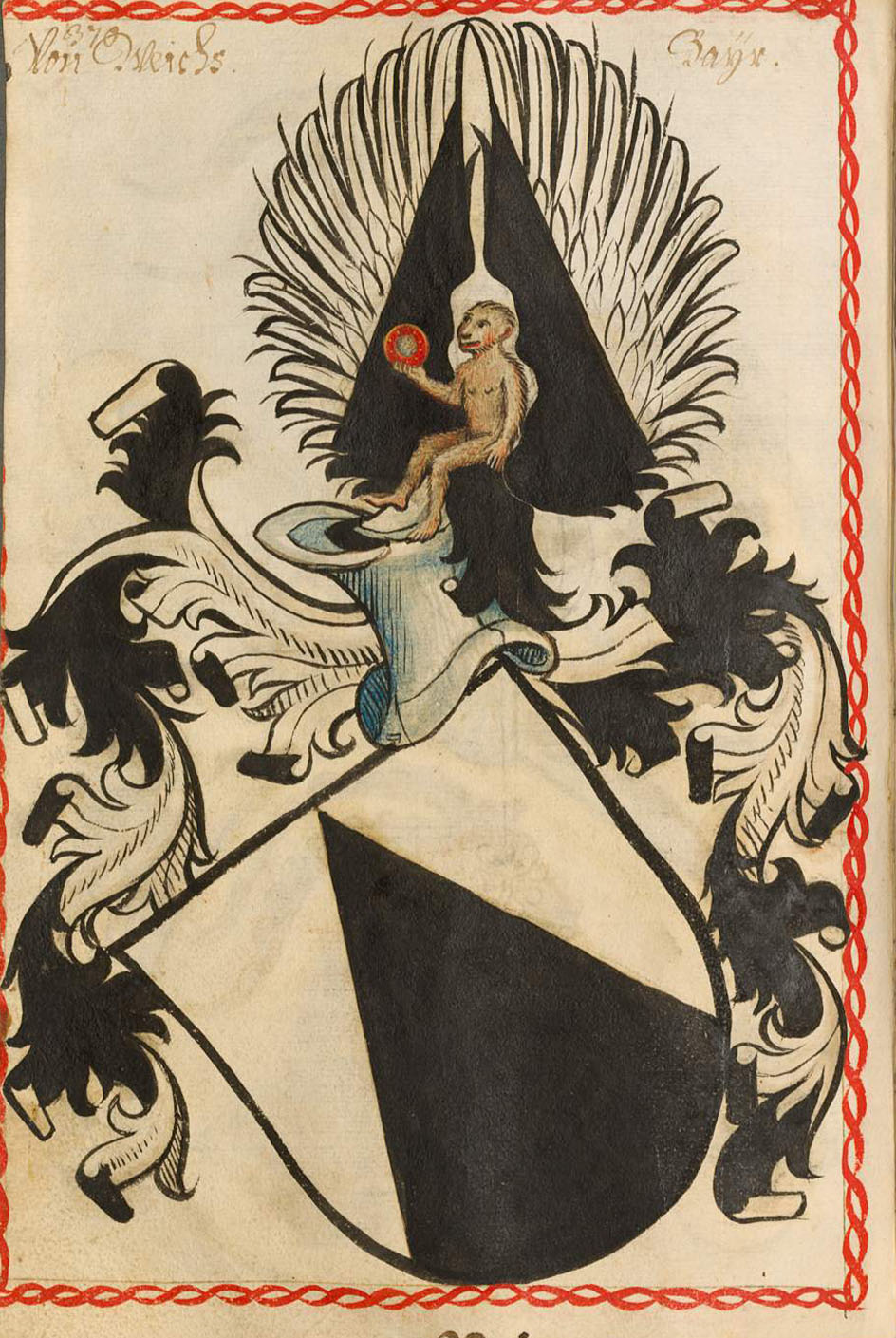
Родовий герб фон Вайксів

Ескадрон кінноти рейхсверу. 1928

### Ранні роки
Максиміліан Марія Йозеф Карл Габріель Ламораль райхсфрайгерр фон унд цу Вайкс ан дер Глон народився 12 листопада 1881 в Дессау (Ангальт, Німецька імперія) й був нащадком стародавньої аристократичної сім'ї Вайксів, коріння якої походять від дворян часів Священної Римської імперії. Його батько, Отто, був відставним ротмістром кінноти, конюшим герцога Ангальта. У дитинстві Максиміліан навчався в школі в Дессау до 1895, того року його батько помер і разом із матір'ю вони перебралися до Мюнхена. Там він навчався у вищій школі «Вільгельма», де 1900 року здобув вищу освіту. Максиміліан фон Вайкс належав до католицької релігії й був дуже релігійним та побожним до кінця свого життя.
Після закінчення вищої школи, фон Вайкс вирішив за власним бажанням продовжити свою кар'єру військового. Через своє дворянське походження та попередній досвід служби свого батька він обрав кінноту, найпрестижніший рід військ німецького панства, яка в Імператорській Німецькій армії мала велику шану та надавала багато привілей до соціального статусу. 15 липня 1900 фон Вайкс був прийнятий фанен-юнкером на службу до 2-го Королівського баварського полку важкої кавалерії ерцгерцога Франца Фердинанда в Ландсгут. 1 грудня 1900 року Максиміліан фон Вайкс отримав звання унтер-офіцера й згодом 8 лютого 1901 отримав первісне офіцерське звання фенріх. У березні 1901 він поступив на навчання до військової школи Мюнхена (нім. München Kriegsschule), яку закінчив у лютому наступного року й 9 березня 1902, у річницю коронації імператора Фрідріха III, був приведений до військової присяги, отримавши звання лейтенанта.
З 1908 полковий ад'юнкт, потім офіцер штабу кавалерійської школи. 1911 року закінчив Військову академію й у чині оберлейтенанта продовжував службу в кінноті, ротмістр (1914).

### Перша світова війна
З початком Першої світової війни в серпні 1914 року, фон Вайкс був ад'ютантом командира баварської кавалерійської дивізії. У складі формування брав участь у боях на Західному фронті на території Франції в Лотарингії, біля Іпра та у Фландрії, з жовтня 1914 ад'ютант 4-ї Баварської кавалерійської бригади. 5 жовтня 1914 він був нагороджений першою військовою нагородою Залізним хрестом II ступеня. У травні наступного року був призначений на посаду офіцера Генерального штабу в 5-ту баварську піхотну дивізію, яка діяла в боях на річках Маас, Мозель, за Артуа, Фландрію, Аррас і Вогези. 13 листопада 1915 Максиміліан фон Вайкс був нагороджений за Залізним Хрестом першого класу.
Військова кар'єра
- 15 липня 1900 — фанен-юнкер
- 8 лютого 1901 — фенріх
- 9 березня 1902 — лейтенант
- 12 березня 1911 — оберлейтенант
- 22 лютого 1914 — ротмістр
- 1 лютого 1921 — майор
- 1 лютого 1928 — оберстлейтенант
- 1 листопада 1930 — оберст
- 1 квітня 1933 — генерал-майор
- 1 квітня 1935 — генерал-лейтенант
- 1 жовтня 1936 — генерал кавалерії
- 19 липня 1940 — генерал-полковник
- 1 лютого 1943 — генерал-фельдмаршал

У грудні 1916 року фон Вайкс був переведений до Генерального штабу, де займав посаду до квітня 1917 року. У червні того ж року Максиміліана фон Вайкса призначили для подальшого проходження служби на посаду офіцера Генерального штабу до II-го Баварського армійського корпусу, з квітня по травень 1918 року при штабі XV-го баварського резервного корпусу. За часів війни фон Вайкс отримав крім Залізного Хреста двох класів та ордена дому Гогенцоллернів ще кілька інших нагород Баварії. Як бойовий офіцер, фон Вайкс здобув досить обмежений досвід ведення бойових дій.

### Служба в Рейхсвері. Прихід нацистів до влади
Після демобілізації кайзерівської армії Максиміліан фон Вайкс серед інших 4 тис. офіцерів був прийнятий на службу до рейхсверу та з травня 1919 продовжив службу в штабі 23-ї кавалерійської бригади, що базувалася в місті Вюрцбурзі. У смутні часи для Німеччини, брав участь у придушенні комуністичного повстання в Рурській провінції (березень — квітень 1920). Далі призначений до штабу 3-ї кавалерійської дивізії (Веймар). У 1922—1925 роках командир ескадрону 18-го кавалерійського полку, майор (1923). Потім 2 роки служив у військовому (піхотному) училищі. 1927 року призначений заступником командира 18-го кавалерійського полку, оберстлейтенант (1928). У 1928—1930 роках командир 18-го кавалерійського полку.
Коли Максиміліану фон Вайксу було вже 46 років він вирішив одружитися й 18 липня 1928 року вступив у шлюб з Марі Маргарете фон Нішвант (нім. Nizvant). У березні 1930 був призначений начальником штабу 1-ї кавалерійської дивізії (Франкфурт-на-Одері), а 1 листопада 1930 року був підвищений до військового звання оберст.
На час приходу в Німеччині нацистів до влади (січень 1933 року), Вайкс служив у штабі 2-ї армійської групи (генерал В. фон Лееб) в Касселі. З того часу починається його швидке просування по службі. Вже в лютому 1933 року Вайкса призначили заступником командира 3-ї піхотної дивізії (Берлін), в квітні підвищений у ранзі до генерал-майора, а в грудні 1933 року збулося його бажання — він отримав посаду командира 3-ї кавалерійської дивізії (Веймар). 1935 року дивізія була розформована, а сам Вайкс підвищений у генерал-лейтенанти й призначений командиром 1-ї танкової дивізії в тому ж Веймарі. 1936 року виконував обов'язки командувача 7-им військовим округом, генерал кавалерії. 1937 року призначений командувачем новоствореним 13-м військовим округом (Нюрнберг). Брав участь в окупації Судетської області та Чехословаччини.

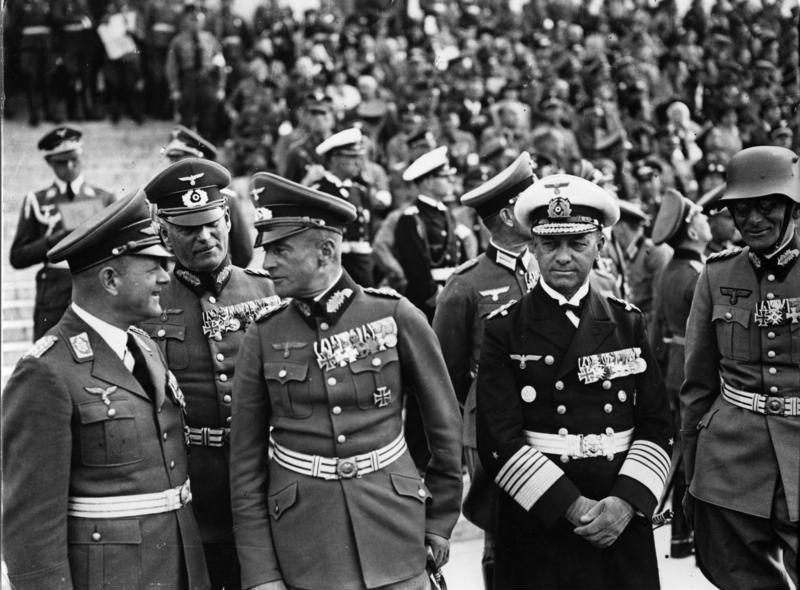
Генерал авіації Ерхард Мільх, начальник штабу Верховного головнокомандування збройними силами Німеччини генерал артилерії Вільгельм Кейтель, головнокомандувач Сухопутними військами генерал-полковник фон Браухіч, головнокомандувач Кригсмарине генерал-адмірал Еріх Редер та командир 13-го армійського корпусу генерал кавалерії Максиміліан фон Вайкс на військовому параді в Нюрнберзі. 12 вересня 1938

### Друга світова війна
З початком Другої світової війни генерал кавалерії Максиміліан фон Вайкс брав найактивнішу участь у Польській кампанії 1939, під час якої командував 13-м армійським корпусом, сформованим на базі 13-го військового округу й входив до складу 8-ї армії генерала Й. Бласковіца. Очолюваний Вайксом корпус з відзнаками брав участь у боях у районах Познані, Лодзі, Кутно і Варшави. Саме його умілі і рішучі дії зіграли вирішальну роль в капітуляції Варшави. За цю кампанію нагороджений планками до Залізних хрестів (повторне нагородження). Після завершення Польської кампанії змінив генерала Бласковіца на посту командувача 8-ю армією (жовтень 1939 року), яку було перекинуто на Західний фронт і перейменовано на 2-гу армію.

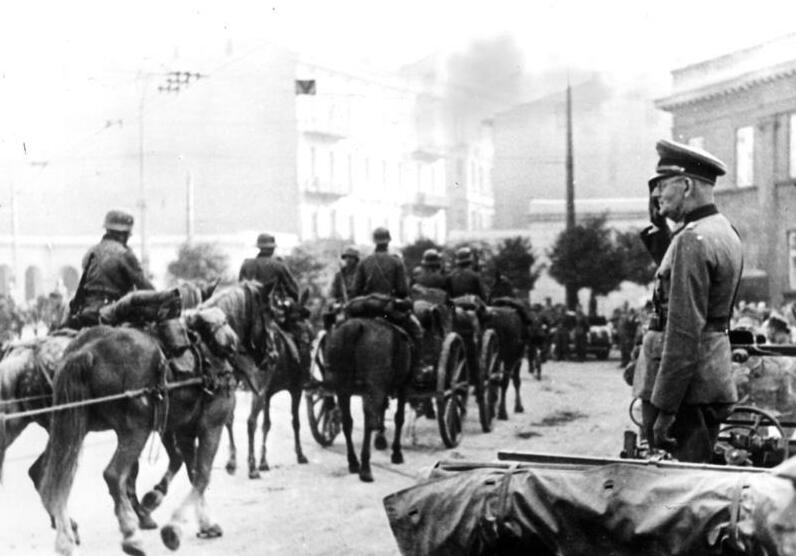
Генерал Максиміліан фон Вайкс вітає німецькі війська в Лодзі. 1939

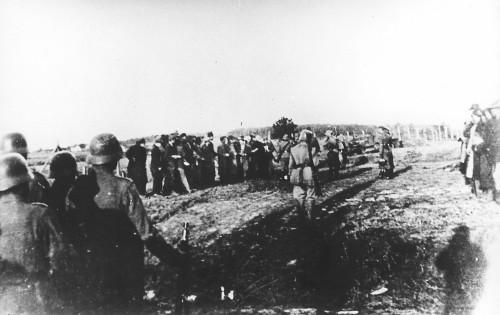
Страта сербів у Крагуєвці. 21 жовтня 1941

Під час Французької кампанії 1940 років відзначитися Вайксу не довелося. Його армія перебувала в резерві групи армій «А» й активної участі в бойових діях не брала. Лише на завершальному етапі кампанії, коли опір французькій армії було вже зломлено, 2-га армія була використана для окупації території Франції. Проте заслуги Вайкса перед Третім рейхом в 1939—1940 роках були високо оцінені Гітлером. Після розгрому Франції він був нагороджений Лицарським хрестом, підвищений до генерал-полковника. Потім Вайкс командував військами в Південній Німеччині і Чехії (штаб — м. Мюнхен).
Навесні 1941 року командував 2-ю армією під час Балканської кампанії 1941 року. Війська Вайкса вдерлися до Югославії з півночі, з території Австрії й Угорщини. Оборона югославів у прикордонному районі була прорвана першого ж дня (6 квітня). Вже 10 квітня війська 2-ї армії оволоділи м. Загреб, 13 квітня з'єдналися в районі Белграда з військами 12-ї армії, що наступали з Болгарії, і у взаємодії з ними опанували югославську столицю.
15 квітня вони змусили до капітуляції 2-гу югославську армію в районі Сараєво. Вайкс вів переговори про перемир'я з югославським командуванням, які завершилися капітуляцією Югославії (17 квітня 1941 року). Розгром Югославії німецькими військами був здійснений усього за 12 днів. В ході цієї блискавичної кампанії югославська армія втратила лише полоненими понад 250 тис. чол. Втрати ж німецької 2-ї армії склали трохи більше ніж 500 чоловік, з них 151 — убитими.

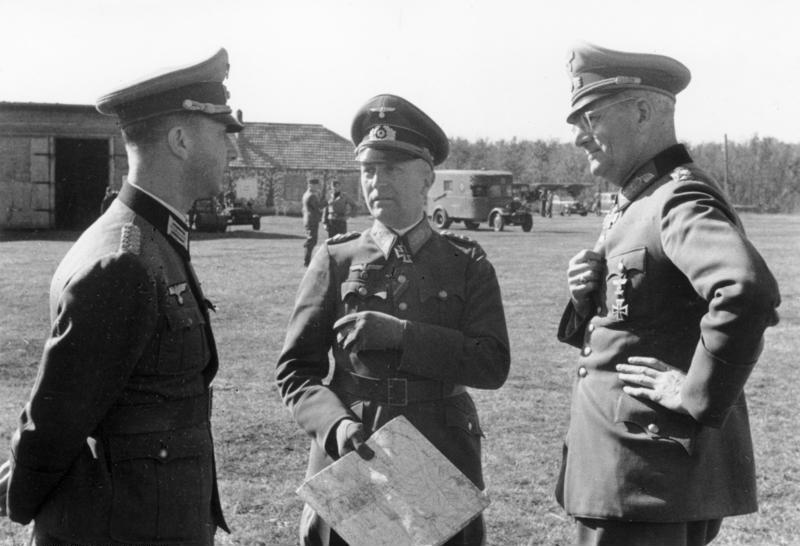
Генерал-полковник Максиміліан фон Вайкс (праворуч) з генералом Г.фон Греффенбергом (центр). Східний фронт. 23 вересня 1942

### Радянсько-німецька війна
На радянсько-німецький фронт 2-га армія прибула лише наприкінці липня 1941 року. Штаб же армії на чолі з Вайксом прибув в розпорядження командувача групи армій «Центр» генерал-фельдмаршала Ф. фон Бока на початок нападу Німеччини на Радянський Союз, де генерал 30 червня очолив піхотні дивізії, що входили до цього до складу 4-ї армії. На чолі них Вайкс разом з 9-ю армією брав участь в розгромі оточеного в районі Білостока угрупування радянських військ. У результаті ліквідації Білостоцького котла німецькі війська узяли в полон близько 290 тис. чоловік, захопили 2500 танків і 1500 гармат. Наприкінці серпня 1941 року Вайкс отримав перемогу в битві під Гомелем, де його війська захопили в полон понад 80 тис. чоловік. Потім підтримував удар генерала Г. Гудеріана на Київ, у тил військам радянського Південно-Західного фронту, що завершився також великою перемогою німецького Вермахту. У вересні — жовтні 1941 року 2-га армія зіграла важливу роль в оточенні і розгромі брянського угрупування радянських військ.
Наприкінці листопада 1941 року Вайкс важко захворів, здав командування 2-ю армією генералові Р.Шмідту й відбув на лікування до Німеччини. Повернувся на фронт у середині січня 1942 року, коли 2-га армія вела важкі оборонні бої на рубежі Орел, Курськ. Це був період загального контрнаступу Червоної Армії взимку 1941/42 роки. Наприкінці червня 1942 року на північному фланзі групи армій «Південь» очолив групу «Вайкс», до складу якої увійшли його 2-га армія, 4-та танкова армія (генерал Г. Гот) і 2-га угорська армія (генерал Г. Яні). Брав участь в невдалому наступі генерал-фельдмаршала Ф. фон Бока на Воронеж.
13 липня 1942 року призначений командувачем групою армій «B», замінивши на цій посаді генерал-фельдмаршала Ф. фон Бока. До її складу, окрім німецьких 2-ї і 6-ї армій, увійшли недостатньо надійні в бойовому відношенні армії союзників — 2-га угорська, 3-тя румунська і 8-ма італійська армії.
У липні 1942 року Максиміліан фон Вайкс очолював німецькі війська під час Сталінградської битви. У серпні 1942 року розгромив на Середньому Доні, в районі Калача, 2 радянських армії (1-шу танкову і 62-гу загальновійськову). Неодноразово звертав увагу верховного командування (ОКВ) і особисто Гітлера на небезпечне положення флангів його групи армій. Але всі його застереження виявилися безрезультатними.
Коли Червона Армія перейшла в контрнаступ під Сталінградом, Вайкс звернувся до Гітлера з проханням дозволити відвести 6-ту армію, над якою нависла загроза оточення, з району Сталінграду за Дон, але отримав відмову. Наприкінці листопада 1942 року у зв'язку із створенням на Сталінградському напрямі групи армій «Дон» (генерал-фельдмаршал Е. фон Манштейн) велика частина військ, що входили до цього до складу групи армій «B», була передана в нову групу армій. У розпорядженні Вайкса залишилися лише 2-га армія й 8-ма італійська армія, які були розгромлені Червоною армією в січні 1943 року. Попри таку нищівну поразку, якої Вайкс зазнав під Сталінградом і на Доні, чого німецька армія до того не зазнавала, 1 лютого 1943 року Гітлер присвоїв Вайксу звання генерал-фельдмаршала.
14 лютого 1943 року залишки групи армій «B» були розформовані, а її штаб виведений до резерву ОКГ (головне командування сухопутних військ). 10 липня 1943 року він також був розформований. Але без діла Вайкс був недовго.

### Балканський напрямок
25 серпня 1943 року він був призначений командувачем новоствореної на Балканах групи армій «F». Основне призначення цього оперативно-стратегічного об'єднання полягало у веденні боротьби з югославськими партизанами і виконання завдань з окупаційної служби на Балканах. Після капітуляції Італії та її переходу на сторону антигітлерівської коаліції здійснив захоплення контрольованих італійцями територій на Балканському півострові. Капітуляція італійців значно ускладнила проблеми, з якими зіткнувся фон Вайкс. Головнокомандувач у Південно-Східній Європі повинен був тримати під контролем своїм обмежених сил величезну площу. Максиміліан фон Вайкс мав у своєму розпорядженні близько 600 тис. чоловік, проте попри, здавалося б, велику кількість, більшість з них були погано навчені й оснащені, та у порівнянні з військами на інших фронтах світової війни солдати були значно старші за віком. Через нестачу сил і засобів фельдмаршал був змушений залишати під контролем повстанців багато гірських районів. Попри це, він зміг забезпечити малими силами виконання завдань, що на нього покладалися в Югославії та Греції. Так, трофейні танки, що діяли на італійському театрі були малоефективні проти союзних танків, але перекинуті на Балкани (за домовленістю з Верховним головнокомандувачем військами Вермахту в Італії, генерал-фельдмаршалом Люфтваффе Альбертом Кессельрінгом), продемонстрували надзвичайну ефективність проти партизанів. Фон Вайкс розробив нову тактику дій для регулярної боротьби з повстанськими угрупованнями, зробивши наголос на нетрадиційних методах ведення бойових дій, широко застосовуючи засідки та маневреність, а не кількість військ. Вайкс зініціював створення малих та мобільних оперативних груп, силами до батальйону, які посилювалися єгерами та досвідченими ветеранами, що могли швидко реагувати на акції партизан та переслідувати свого противника, де і коли виникне така необхідність. Ці формування були названі «винищувальні командос» (нім. Jagdkommandos) й були дуже ефективними в боротьбі з повстанцями.

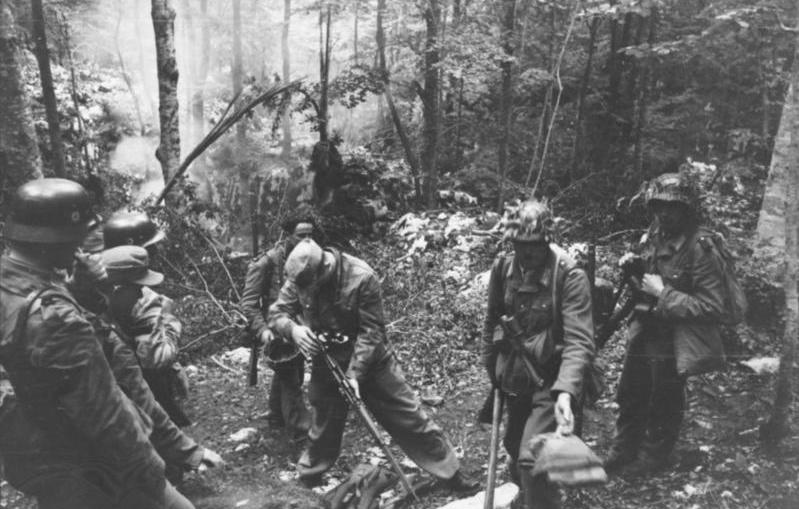
Німецькі солдати під час операції проти югославських партизан. 1943

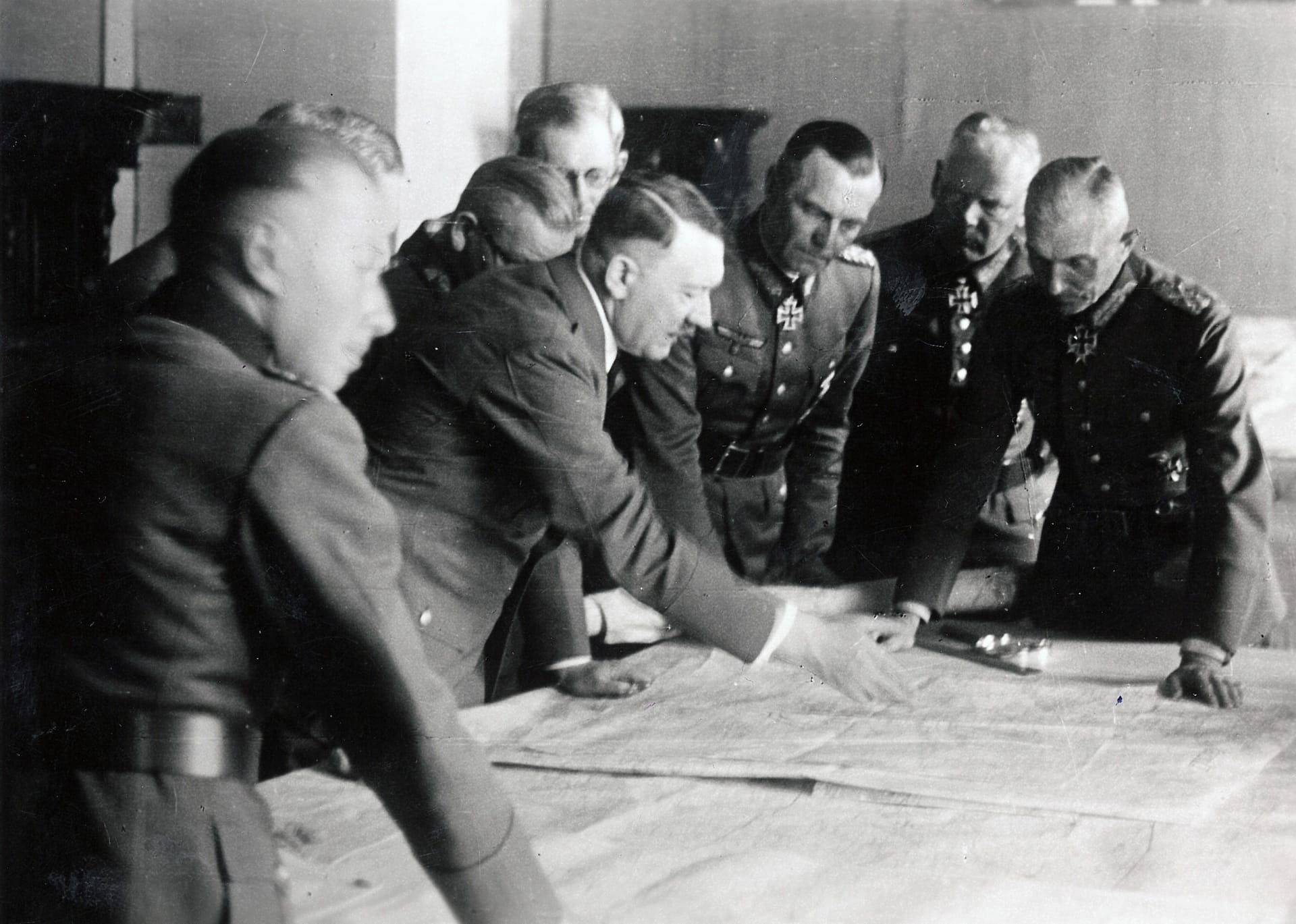
Стратегічна нарада Гітлера в штаб-квартирі групи армій «Південь» напередодні початку операції «Блау». Зліва направо: генерал-фельдмаршал Ф.фон Бок, генерал-майор А. Гойзінгер, А.Гітлер, генерал-полковник Е. фон Маккензен, генерал танкових військ Ф. Паулюс, генерал від інфантерії Г. фон Зоденштерн, генерал-полковник Максиміліан фон Вайкс. 1 червня 1942

Проте, розуміючи всю безперспективність боротьби з повсталими проти окупантів балканськими народами, Вайкс у вересні 1943 року звернувся до Гітлера з пропозицією вивести німецькі війська з Балкан і використовувати їх на інших фронтах, але отримав відмову.
У жовтні 1943 року Вайкс дійшов висновку, що загроза партизанських дій з боку грецьких повстанців не може бути серйозною для німців, по-перше, тому що акти саботажу не викликали скрутних проблеми й тому, що більшість партизанських загонів були зайняті в міжусобній боротьбі між собою. Виходячи з цього Максиміліан фон Вайкс зосередив основні зусилля боротьби з партизанами Броз Тіто, який був сильним і небезпечним супротивником. Наприкінці 1943 року югославські партизани налічувалося близько 145 тисяч повстанців, і їх кількість постійно збільшувалася. З них близько 90 тисяч перебувало під командуванням Тіто. Вайкс запросив дозвіл ОКВ на проведення масштабної операції проти партизан в Югославії до настання зими. Крім того, абверу вдалося вкрасти послання Тіта від 4 листопада 1943, в якому лідер югославських комуністів висловив свій намір атакувати німецькі гарнізони в Сербії потужними силами. Більш того, багато колишніх прихильників маріонеткового режиму, заснованого німцями в Югославії, приєдналася до партизанів. Особливий скептицизм у фон Вайкса викликала й здатність Анте Павелича, очільника Незалежної Держави Хорватія, боротися своїми власними силами з партизанським рухом. У зв'язку з цим прийнято рішення про оголошення воєнного стану в країні.
За зиму 1943/44 війська під командуванням Максиміліана фон Вайкса провели проти югославських партизан 3 масштабних наступальних операції, намагаючись поступово розгромити значну частину повстанських сил Тіто в анклавах в Боснії. Спочатку німецькі війська провели операцію «Орел», за задумом якої від повстанців мала бути очищена східна Хорватія та операція «Кугельбліц» (нім. Kugelblitz), що мала за мету оточення партизанів у східній Боснії. Через несприятливі погодні умови, наступ розпочався 2 грудня, із затримкою приблизно на два тижня. Бої були дуже запеклими, але, попри труднощі, німці змогли завершити оточення. Через гірський рельєф, партизани змогли непомітно просочитися через німецькі лінії, і втекти на північ. Переслідуючи ворога фон Вайкс розпочав додаткову операцію «Снігова буря», що тривала до 31 грудня 1943 року, але не досяг значного успіху. Згодом, з 2 січня 1944 війська Ваффен-СС і 1-ї гірсько-піхотної дивізії продовжували переслідування партизан на території Чорногорії. І цього разу партизанам вдалося втекти. Ще одна операція під кодовою назвою «Осіння блискавка», спрямована на очищення узбережжя Адріатичного моря і блокування поставок військових матеріалів партизанам через морські порти. Нездатний зломити волю югославського народу до опору, Максиміліан фон Вайкс ввів на контрольованій його військами території жорсткий окупаційний режим, не зупиняючись перед масовими стратами заручників і застосуванням тактики «спаленої землі».
Наприкінці 1943 року в оперативне підпорядкування фон Вайкса була передана група армій «E», що перебувала в Греції, і він, таким чином, об'єднав під своїм командуванням усі німецькі війська на Балканах. У Греції через вищезазначену фон Вайксом оцінку ефективності партизанського руху, масштаб антипартизанської боротьби був відносно невеликим. Основними районами дій Вермахту були Фессалія і західна Македонія.

### Операція «Маргарет I»
Весна 1944 року привнесла нові труднощі у взаємини між Німеччиною та її союзниками. Під ударами радянських військ Вермахт відступав й навіть для найвідданіших прихильників Гітлера перемога Німеччини вже не здавалася реальною. Країни-союзники Третього Рейху намагалися звести до мінімуму шкоду у випадку майбутньої поразки своєї країни, й почали шукати шляхи виходу з війни. Гітлер вважав, що враховуючи ненадійність керівництва Угорщини, та лідера адмірала Міклоша Горті, її перехід на бік ворога цілком можливий. Тому він вирішив піти на військове втручання і взяти угорську армію під свій контроль. Місія з окупації Угорщини під кодовою назвою операція «Маргарет» під керівництвом фон Вайкса, як головнокомандувача Південно-Східної Європи, мала розпочатися на початку березня 1944 року.
Під впливом італійського досвіду, Вайкс зробив песимістичні прогнози щодо наслідків кампанії. 8 березня він записав у своєму щоденнику, що угорці «будуть боротися до останньої людини за свободу своєї країни» і попереджав про «загальне повстання» проти німецьких військ, яке будуть підбурювати євреї і комуністи. Проте, 18 березня Горті після короткого заперечення поступився вимогам Гітлера та прийняв на себе верховну владу в країні і дозволив введення військ Вермахту.
О 4:00 наступного дня, німецькі війська увійшли на угорську територію. Максиміліан фон Вайкс був у захваті від того, що його оцінки була помилкова. «Ніде немає опору», написав він у своєму щоденнику. У багатьох випадках німців зустрічали з офіційними прийомами з боку військовослужбовців і населення. Відразу ж почалися арешти «небажаних елементів» та розграбування багатств країни, особливо цінної для німецьких військ нафти.

### Останні місяці війни
Потім, фельдмаршал Вайкс повернулася на Балкани. У вересні 1944 року після вступу Червоної Армії на територію Болгарії і Югославії війська груп армій «F» та «E» почали відхід з Балкан. До початку 1945 років вони продовжували ще утримувати значну частину Югославії, ведучи бойові дії за 100 км на захід від Белграда і східніше Сараєво.
У січні 1945 року начальник Генерального штабу сухопутних військ генерал Г. Гудеріан зробив спробу добитися призначення Вайкса на посаду командувача групою армій «Вісла», але вона закінчилася невдачею. Гітлер відкинув пропозицію Гудеріана, і щоб якось пом'якшити своє негативне відношення до кандидатури Вайкса, нагородив його дубовим листям до Лицарського хреста (5 лютого 1945 року). Поступово велика частина військ, що перебувала в підпорядкуванні Вайкса, була перекинута на інші фронти. Наприкінці березня 1945 року штаб групи армій «F» був розформований за непотрібністю. Самого Вайкса перевели до резерву ОКВ, і в завершальних битвах Другої світової війни він участі вже не брав.
2 травня 1945 був заарештований американськими військами в Баварії. Піддавався допитам під час Нюрнберзького процесу, проте у таборі для військовополонених Вайкс серйозно захворів й 1947 року його звільненили з полону. Після виходу на волю оселився в Західній Німеччині і вів усамітнене життя. Вайкс став одним з небагатьох вищих воєначальників Третього рейху, яким вдалося уникнути суду за військові злочини під час Другої світової війни.

## Роль Максиміліана фон Вайкса в історії
Високий, жилавий, в окулярах з товстими стеклами і металевою оправою, з манерами природженого аристократа Вайкс зовні схожий швидше на якогось університетського професора, ніж на полководця. Але це було хибне враження. Гудеріан якось відзначив, що Вайкс був «настільки ж розумний, наскільки повний гордості і мужності». Старий кавалерист, педантичний служака, професіонал високого класу, який вважав, що кадровий військовий не має втручатися в політику, спочатку фон Вайкс не співчував нацистам, але потім став співробітничати з ними. Поворотним моментом, що зіграв вирішальну роль у зміні його ставлення до нацистів, стало рішення Гітлера про розгортання на базі 100-тисячного рейхсверу потужних німецьких збройних сил (Вермахту). Це не лише повністю відповідало традиційним уявленням Вайкса про роль і місце армії в системі державних інститутів влади, але і відкривало для нього особисто широкі можливості військової кар'єри.

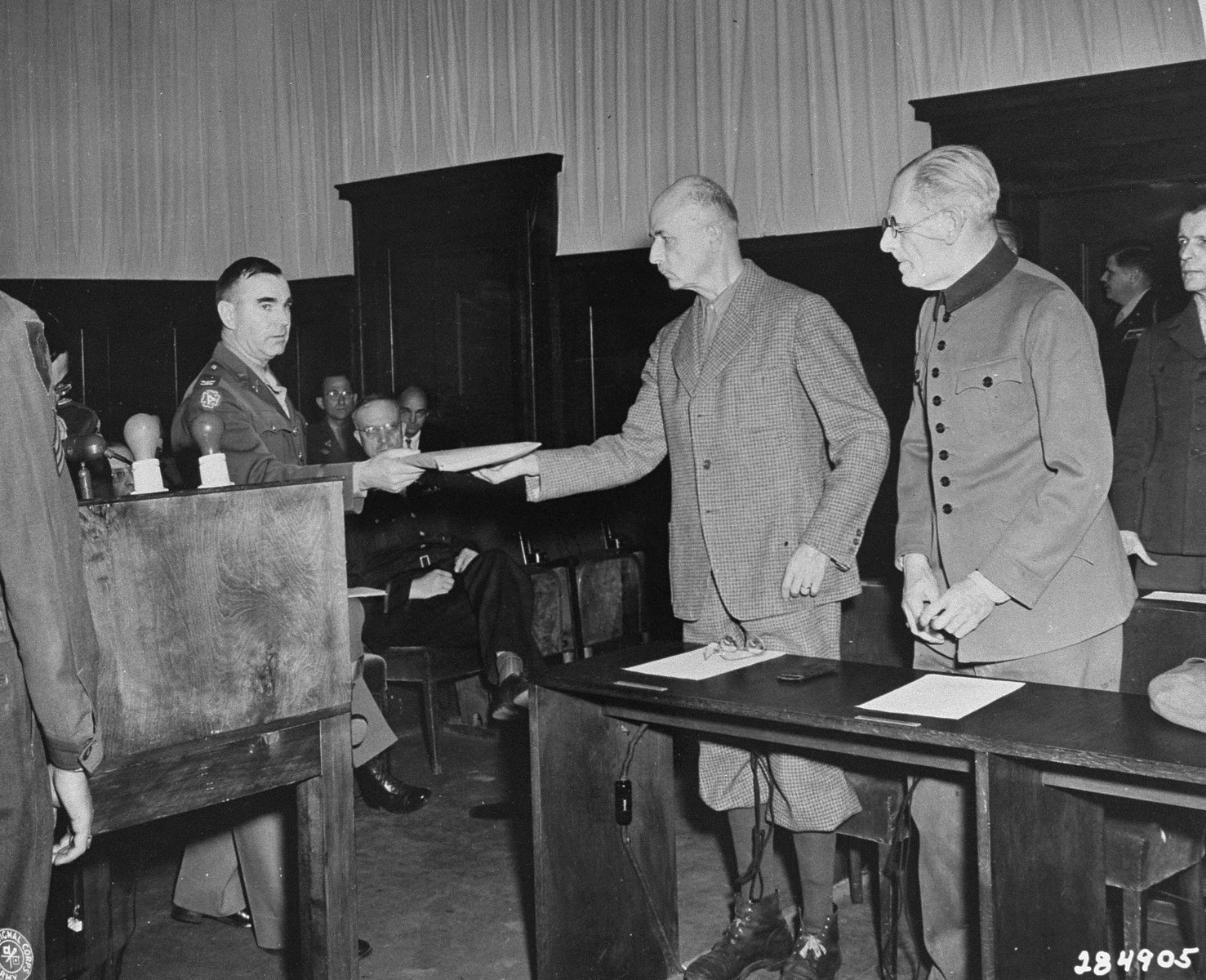
На допитах Нюрнберзького трибуналу. Генерал-фельдмаршали Вільгельм Ліст та Максиміліан фон Вайкс. 12 травня 1947

Водночас Вайкс надалі був вимушений постійно балансувати між своїми глибокими релігійними переконаннями, які входили в суперечність з ідеологічними установками і практикою нацистського режиму, і своєю прихильністю Гітлеру. Завдяки своїй лояльності до фюрера йому вдалося успішно уникнути влаштованого в 1938 році В. Браухічем за наказом Гітлера «генеральської чистки» й у подальшому зберігати довіру Гітлера майже до самого кінця війни, хоча він не раз і досить різко виступав проти каральних акцій СС, що будь-кому іншому навряд чи б так легко зійшло з рук. Після закінчення війни Вайкс уник військового трибуналу переможців, попри його безпосередню причетність до військових злочинів в Югославії.
Як воєначальник Вайкс особливо відзначився, командуючи корпусом у Польській кампанії 1939 року, армією під час Балканської кампанії 1941 року і в перші місяці війни проти Радянського Союзу. Проте пост командувача групою армій «B» виявився йому не під силу, і він повною мірою несе свою частку відповідальності за катастрофу німецької армії під Сталінградом. Прекрасно усвідомлюючи всю небезпеку становища, в якому опинилася його група армій на Середньому Доні і під Сталінградом у листопаді 1942 року, він проте не виявив належної твердості перед Гітлером і верховним командуванням Вермахту, щоб відстояти свою точку зору й спробувати звести до мінімуму можливі негативні наслідки контрнаступу Червоної Армії. Правда, потім Вайкс непогано виявив себе як командувач групою армій на Балканах, заслуживши на репутацію здатного й умілого, хоча в жодному разі і не блискучого, воєначальника великого масштабу.
У військах Вайкс був широко відомий під прізвиськом «зенітного генерала» або «зенітника», оскільки був активним прибічником широкого застосування зенітної артилерії в наземних боях, особливо при відбитті масованих танкових атак противника.

## Нагороди генерал-фельдмаршала Максиміліана фон Вайкса
- Медаль принца-регента Луїтпольда
- Хрест «За вислугу років» (Баварія) 2-го класу (за 24 роки військової служби)
- Залізний хрест 2-го класу (20 вересня 1914)
- Залізний хрест 1-го класу (12 листопада 1915)
- Військовий хрест «За заслуги» (Баварія) IV ступеня з мечами
- Лицарський хрест Королівського ордена дому Гогенцоллернів з мечами (22 квітня 1918) (Пруссія)
- Лицарський хрест Імперського ордена Франца-Йосифа  (Австро-Угорщина)
- Почесний хрест ветерана війни за 1914-1918 (1934)
- Медаль «У пам'ять 1 жовтня 1938» з Празьким градом (7 червня 1939)
- Застібка до Залізного хреста 2-го класу (18 вересня 1939)
- Застібка до Залізного хреста 1-го класу (29 вересня 1939)
- Медаль «За зимову кампанію на Сході 1941/42»  (1942)
- Лицарський хрест Залізного хреста (29 червня 1940)
  - Лицарський хрест Залізного хреста з Дубовим листям № 731 (5 лютого 1945)
- Медаль «За вислугу років у Вермахті» I ступеня (за 25 років військової служби)
- Медаль «За вислугу років у Вермахті» II ступеня (за 18 років військової служби)
- Медаль «За вислугу років у Вермахті» III ступеня (за 12 років військової служби)
- Медаль «За вислугу років у Вермахті» IV ступеня (за 4 роки військової служби)
- 7 разів відмічений в доповіді Вермахтберіхт (11 квітня 1941, 7 серпня 1941, 23 вересня 1941, 18 жовтня 1941, 10 вересня 1943 і 19 січня 1945)